# Episodi de L'uomo di casa (ottava stagione)
L'ottava stagione della serie televisiva L'uomo di casa, composta da 21 episodi, è stata trasmessa negli Stati Uniti su Fox dal 2 gennaio al 30 aprile 2020. La stagione era inizialmente composta da 22 episodi ma è stata ridotta a 21 a causa della pandemia di Coronavirus. 
In Italia la stagione è stata trasmessa sul canale satellitare Fox della piattaforma a pagamento di Sky dal 13 marzo al 21 giugno 2020.
| n° | Titolo originale            | Titolo italiano                   | Prima TV USA     | Prima TV Italia |
| -- | --------------------------- | --------------------------------- | ---------------- | --------------- |
| 1  | No Parental Guidance        | Capodanno solitario               | 2 gennaio 2020   | 13 marzo 2020   |
| 2  | Wrench in the Works         | Chi fa il capo?                   | 2 gennaio 2020   | 13 marzo 2020   |
| 3  | Yours, Wine, and Ours       | I tuoi, il vino e i nostri        | 9 gennaio 2020   | 20 marzo 2020   |
| 4  | You’ve Got Male (or Female) | Maschietto o femminuccia?         | 9 gennaio 2020   | 20 marzo 2020   |
| 5  | The Office                  | Il genio assoluto dei regali      | 16 gennaio 2020  | 27 marzo 2020   |
| 6  | Mysterious Ways             | Vie misteriose                    | 16 gennaio 2020  | 27 marzo 2020   |
| 7  | Bedtime Story               | Favola della buonanotte           | 23 gennaio 2020  | 3 aprile 2020   |
| 8  | Romancing the Stone         | Calcoli d'amore                   | 30 gennaio 2020  | 3 aprile 2020   |
| 9  | Girls Rock                  | Ragazze rock                      | 6 febbraio 2020  | 10 aprile 2020  |
| 10 | Break Out the Campaign      | Il discorso di Vanessa            | 13 febbraio 2020 | 10 aprile 2020  |
| 11 | Baked Sale                  | Dolci stupefacenti                | 20 febbraio 2020 | 17 maggio 2020  |
| 12 | I'm with Cupid              | Io sto con Cupido                 | 27 febbraio 2020 | 17 maggio 2020  |
| 13 | Student Doubt               | L'esame di Kyle                   | 5 marzo 2020     | 24 maggio 2020  |
| 14 | This Too Shall Bass         | Il festival del Branzino Bestiale | 12 marzo 2020    | 24 maggio 2020  |
| 15 | Chili Chili Bang Bang       | Il chili della discordia          | 19 marzo 2020    | 31 maggio 2020  |
| 16 | Along Came a Spider         | Nella morsa del ragno             | 26 marzo 2020    | 31 maggio 2020  |
| 17 | Keep the Change             | Cambiare o non cambiare           | 2 aprile 2020    | 7 giugno 2020   |
| 18 | Garage Band                 | Garage Band                       | 9 aprile 2020    | 7 giugno 2020   |
| 19 | The Big LeBaxter            | Team Baxter                       | 16 aprile 2020   | 14 giugno 2020  |
| 20 | Extrasensory Deception      | Segreti di famiglia               | 23 aprile 2020   | 14 giugno 2020  |
| 21 | How You Like Them Pancakes? | Quanto ti piacciono i pancake?    | 30 aprile 2020   | 21 giugno 2020  |